# وندربیجلپرک
وندربیجلپرک (به لاتین: Vanderbijlpark) یک شهرک در آفریقای جنوبی است که در Emfuleni Local Municipality واقع شده‌است.